# Elitserien i ishockey 1929/1930
Elitserien i ishockey 1929/1930 var den högsta serien i svensk ishockey säsongen 1929/30. Vintern 1930 blev den varmaste sedan år 1791 och isarna frös först i början av februari. Därför kunde bara tre omgångar spelas och när vintern 1931 kom sent kunde man inte då slutföra de kvarvarande matcherna. Svenska Ishockeyförbundet beslutade därför i efterhand att inget lag skulle flyttas ner från serien till nästa säsong.
| Nr | Lag            | S | V | O | F | GM | IM | MK   | P |
| -- | -------------- | - | - | - | - | -- | -- | ---- | - |
| 1  | IK Göta        | 3 | 2 | 1 | 0 | 3  | 1  | 3    | 5 |
| 2  | Södertälje SK  | 3 | 2 | 0 | 1 | 3  | 2  | 1.5  | 4 |
| 3  | Djurgårdens IF | 3 | 1 | 1 | 1 | 6  | 4  | 1.5  | 3 |
| 4  | Hammarby IF    | 3 | 1 | 1 | 1 | 7  | 6  | 1.17 | 3 |
| 5  | Nacka SK       | 3 | 1 | 1 | 1 | 4  | 4  | 1    | 3 |
| 6  | Karlbergs BK   | 3 | 0 | 0 | 3 | 5  | 11 | 0.45 | 0 |

|                | DIF | HIF  | IKG | KBK | NSK | SSK |
| Djurgårdens IF | —   |      | 1–1 | 4–1 |     |     |
| Hammarby IF    |     | —    |     | 5–3 | 2–2 |     |
| IK Göta        |     | 10-2 | —   |     |     | 1–0 |
| Karlbergs BK   |     |      |     | —   |     |     |
| Nacka SK       |     |      |     | 2–1 | —   | 0–1 |
| Södertälje SK  | 2–1 |      |     |     |     | —   |